# Strada provinciale 175 Villanova Solaro - Cardè
La strada provinciale Villanova Solaro-Cardè (SP 175) è una strada provinciale italiana il cui percorso si snoda in Piemonte nei comuni di Villanova Solaro, Torre San Giorgio, Saluzzo e Cardè.

## Percorso
Inizia dalla Rotonda della SP 133 a Villanova Solaro in direzione di Torre San Giorgio, attraversa il centro del comune di Torre San Giorgio e al bivio del paese, verso Moretta si immette nella strada provinciale 663 e dopo pochi metri si riammette in via Cardè facente parte della SP 175. In un tratto di circa un 1 km si attraversa il territorio del comune di Saluzzo in frazione Cervignasco e dopo circa 2 km si arriva a Cardè. La provinciale è divisa in due tronchi, dalla SP663: Villanova Solaro - Torre San Giorgio (primo tronco) e Torre San Giorgio - Cardè (secondo tronco). Ha una lunghezza complessiva di  7,145 km.